# Sơn Ba
Sơn Ba là một xã thuộc huyện Sơn Hà, tỉnh Quảng Ngãi, Việt Nam.
Xã Sơn Ba có diện tích 45,46 km², dân số năm 1999 là 3436 người, mật độ dân số đạt 76 người/km².